# Ростовская волость (Архангельская губерния)
Росто́вская волость — административно-территориальная единица в составе Шенкурского уезда Архангельской губернии. Административный центр — деревня Малая Селивановская (Ростовское).

## География
Ростовская волость находилась на севере Шенкурского уезда, на берегах Северной Двины.  

## История
Впервые Ростовское упоминается в литературных источниках в 1398 году как «Кирьи горы». Однако, Л. А. Зарубин считает, что уже в начале XIV века (1315—1322 годах) Ростовская волость «Важеской области» была ростово-суздальским владением. 
Известно, что в Подвинском стане Важского уезда в 1574 году крестьяне Ростовской волости сожгли Клоновский монастырь, с которым у них велись многолетние поземельные споры, и тем избавились от монастырской эксплуатации. 
В начале XIX века был образован Устьважский удельный приказ объединивший 12 волостей, в том числе — Ростовскую. В 1837 году Ростовская волость вошла в состав второго полицейского стана Шенкурского уезда. Девятый уряднический участок находился в деревне Никитинская. В 1863 году Устьважский удельный приказ был преобразован в волость, а волости, входившие в его состав, — в сельские общества. В 1903 году Ростовская волость вошла в состав третьего стана Шенкурского уезда. В 1908—1909 годах от Ростовской волости отделилась Шиленьго-Прилуцкая волость. В 1918—1919 годах территория волости была оккупирована интервентами.
По списку населённых мест Архангельской губернии на 1-е мая 1922 года в Ростовской волости было 7 сельских обществ: Клоновское, Верхне-Конецгорское, Ростовское, Нижне-Конецгорское, Наволоцкое и Чамовское. На 1-е октября 1924 года в Ростовской волости, после укрупнения, осталось 4 сельских общества: Клоновское (центр — с. Клоновское), Конецгорское (центр — д. Сидоровская), Ростовское (центр — с. Ростовское), Чамовское (центр — с. Чамово). На 1 января 1926 года Ростовская волость делилась на 4 сельсовета. 4 октября 1926 года вышло постановление ВЦИК об укрупнении волостей, по которому Ростовская волость была упразднена, а её территория вошла в состав Кургоминской волости.
В 1929 году, после ликвидации губернско-уездно-волостного административного деления, из северной части Шенкурского уезда (Кургоминская и Устьважская волости и Кицкий сельский совет Шеговарской волости) был создан Березницкий район в Архангельском округе Северного края. Территория упразднённой к этому времени Ростовской волости вошла в состав Клоновского, Ростовского, Конецгорского и Чамовского сельсоветов Березницкого (Березниковского) района.

## Современное положение
Ныне, почти вся территория бывшей Ростовской волости входит в состав южной части Осиновского сельского поселения Виноградовского района Архангельской области. Деревня Плёсо относится к Рочегодскому сельскому поселению, а левобережные Чамово, Шужега и Наволок — к Шидровскому сельскому поселению.

## Демография
В 1785 году в небольшой тогда Ростовской волости проживало 842 человека. В 1903 году в Ростовской волости проживало 8490 человек. 
По переписи 1920 года в Ростовской волости проживало 6288 человек, в том числе Ростовском сельском обществе проживало 1655 человек обоего пола, в Верхне-Конецгорском обществе — 1684 чел, в Нижне-Конецгорском обществе — 1301 чел., в Клоновском обществе — 413 чел., в Корбальском обществе — 426 чел., в Наволоцком обществе — 421 чел., в Чамовском обществе — 388 человек. В 1924 году в Ростовской волости на площади в 2893 кв. км проживало 7472 человека.

## Населённые пункты
По данным переписи 1920 года в Ростовской волости было 72 населённых пункта. 